# Natuurbrug Feldbiss
De Natuurbrug Feldbiss is een ecoduct in Zuid-Limburg in de Nederlandse gemeente Brunssum die de Brunssummerheide en de Brandenberg aan weerszijden van de Buitenring Parkstad Limburg (N300) met elkaar verbindt.
Het ecoduct heeft een breedte van 50 meter.

## Geschiedenis
Voor 1970 vormde de Brunssummerheide en de Brandenberg één geheel en werden rond 1970 van elkaar gescheiden door de aanleg van N299. Als gevolg van de weg werd het voor dieren riskant om over te steken, waarbij de barrièrewerking voor inteelt bij diersoorten kon zorgen.
In 2017 werd de Natuurbrug Feldbiss aangelegd om de Brandenberg weer te verbinden met de Brunssummerheide.
In 2018 blijkt uit een eerste onderzoek dat de natuurbrug succesvol is en werd er hier onder andere de kleine hagedis en de blauwvleugelsprinkhaan waargenomen.

## Naamgeving
De naam van het ecoduct verwijst naar de Feldbissbreuk die hier in de buurt loopt. Deze breuk ligt binnen 100 meter ten zuiden van de buitenring voor een groot stuk parallel aan het tracé van de weg.

## Ecologische verbinding
Door de aanleg van de natuurbrug zijn de 522 hectare van de Brunssummerheide en de 30 hectare van de Brandenberg weer verbonden tot een natuurlijke eenheid. Samen met de  Natuurbrug Heidenatuurpark die over de Europaweg-Noord is aangelegd vormt de Brunssummerheide, samen met de Brandenberg en de Teverener Heide een groot uitgestrekt grensoverschrijdend reservaat van 3000 hectare: het Heidenatuurpark.